# Verteidigungsbezirkskommando 47

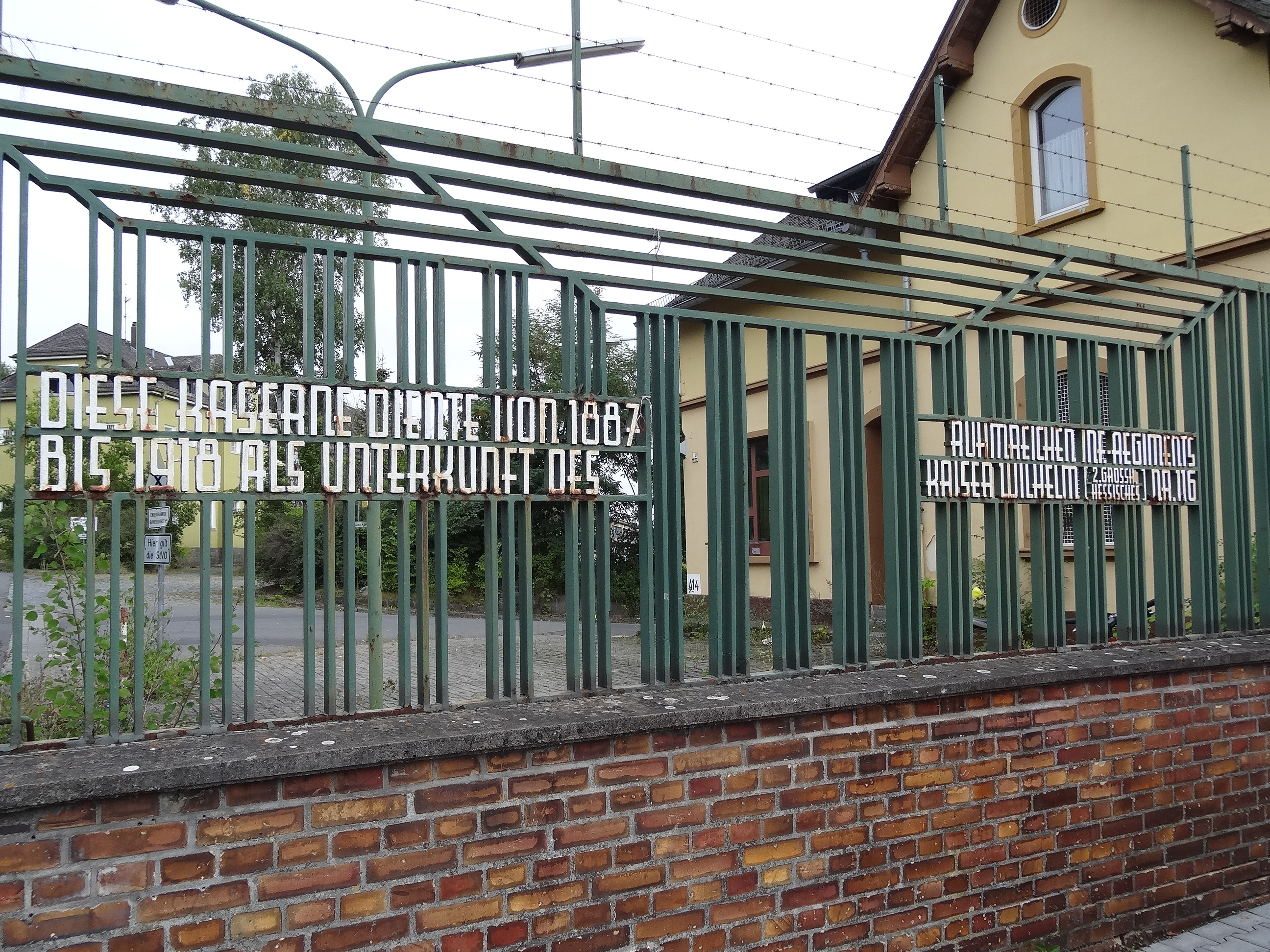
Standort des Stabs: die Berg-Kaserne

Das Verteidigungsbezirkskommando 47 war ein Verteidigungsbezirkskommando der Bundeswehr mit Sitz des Stabs in Gießen. Hauptaufgabe des Kommandos war die Territoriale Verteidigung in seinem Verteidigungsbezirk.

## Geschichte

### Aufstellung
Das Verteidigungsbezirkskommando wurde zur Einnahme der Heeresstruktur II in den 1960er-Jahren als Teil des Territorialheeres ausgeplant und dem Befehlshaber im Wehrbereich IV unterstellt. Angelehnt an die zivilen Verwaltungsgliederung entsprach der Verteidigungsbezirk in etwa dem Regierungsbezirk Gießen. Entsprechend war der Standort des Stabs Gießen.

### Wechsel in die Streitkräftebasis
2001 wurde das Territorialheer aufgelöst. Die Wehrbereichskommandos und Verteidigungsbezirkskommandos wurden der neu aufgestellten Streitkräftebasis unterstellt. Die Wehrbereiche und Verteidigungsbezirke wurden grundlegend neu geordnet und ihre Anzahl reduziert. Das Verteidigungsbezirkskommando wechselte zum „neuen“ Wehrbereichskommando II. Zeitgleich wurden die Verteidigungsbezirkskommandos 43 und 44 außer Dienst gestellt und deren Kommandobereiche, die etwa den Regierungsbezirken Regierungsbezirk Darmstadt und Kassel entsprachen, dem Verteidigungsbezirk 47 eingegliedert, so dass dem Verteidigungsbezirk 47 nun das gesamte Land Hessen entsprach. Die unterstellten Verteidigungskreiskommandos wurden aufgelöst und seine Aufgabe teils den neu aufgestellten Kreisverbindungskommandos übertragen.

### Auflösung
Das Verteidigungsbezirkskommando wurde mit dem Abschlussappell am 28. Juni 2006 außer Dienst gestellt und bis 2007 vollständig aufgelöst. Einige seiner Aufträge wurden dem neu aufgestellten Landeskommando Hessen und unterstellten Bezirksverbindungskommandos übertragen.

## Gliederung
Das Verteidigungsbezirkskommando umfasste wie die meisten Truppenteile des Territorialheeres nur wenige aktive Soldaten. Erst im Verteidigungsfall konnte das Verteidigungsbezirkskommando durch die Einberufung von Reservisten und die Mobilmachung eingelagerten und zivilen Materials auf eine Truppenstärke anwachsen, die um 1989 etwa einer (kleinen) Brigade bzw. einem Regiment des Feldheeres entsprach. Die längste Zeit seines Bestehens untergliederte sich das Verteidigungsbezirkskommando abgeleitet von der zivilen Verwaltungsgliederung noch weiter in das unterstellte Verteidigungskreiskommando 471.

## Verbandsabzeichen

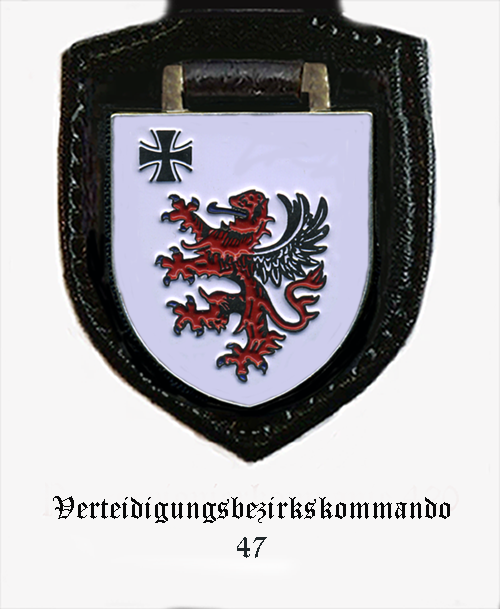
Internes Verbandsabzeichen des Stabes/Stabskompanie

Das Verteidigungsbezirkskommando führte aufgrund seiner Ausplanung als überwiegend nicht aktiver Truppenteil kein eigenes Verbandsabzeichen. Die wenigen aktiven Soldaten trugen daher das Verbandsabzeichen des übergeordneten Wehrbereichskommandos.
Als „Abzeichen“ wurde daher unpräzise manchmal das interne Verbandsabzeichen des Stabes und der Stabskompanie pars pro toto für das gesamte Verteidigungsbezirkskommando genutzt. Es zeigte im Wesentlichen als Hinweis auf den Stationierungsraum als Figur den geflügelten Löwen ähnlich wie im Gießener Stadtwappen sowie das Eiserne Kreuz als Hoheitszeichen der Bundeswehr.